# Microsania lanka
Microsania lanka är en tvåvingeart som beskrevs av Chandler 1994. Microsania lanka ingår i släktet Microsania och familjen svampflugor.
Artens utbredningsområde är Sri Lanka. Inga underarter finns listade i Catalogue of Life.